# Igor I., veliki knez Kijeva
Igor I. (o. 877. – 945.), kijevski veliki knez (912. – 945.), Rjurikov sin iz dinastije Rjurikoviča. Do njegove punoljetnosti 912. godine, zemljom je vladao Oleg Mudri. Nakon dolaska na vlast, protiv njega su se pobunili Derevljani koje je pobijedio i primorao ih da plaćaju povećani danak. Poslije toga je svojoj vlasti podvrgao Uliče i Tiverce, a dvaput je ratovao i protiv Hazara te izbio na obale Kaspijskog jezera, čime je učvrstio svoju vlast na istočnom Krimu. Time je uspješno zavladao istočnoslavenskim plemenima između Dnjestra i Dunava.
Uspješno je ratovao protiv Bizanta (941. – 944.) te s njim sklopio povoljan trgovački sporazum. Po povratku u Kijevsku Rus' 945., pošao je pokupiti danak od nepokornih Derevljana koji su ga naposljetku ubili. Naslijedila ga je supruga Olga (945. – o. 963.), plemkinja iz Pskova koja je vladala u ime maloljetnog Svjatoslava I. Igoroviča.